# Harsault
Harsault korábbi község Franciaországban, Vosges megyében. Lakosainak száma 314 fő (2018. január 1.). Harsault Vioménil, Les Voivres, La Chapelle-aux-Bois, Charmois-l’Orgueilleux, Gruey-lès-Surance, Hautmougey és La Haye községekkel határos.
2017. január 1-jén Bains-les-Bains és Hautmougey korábbi községgel egyesült és az így létrejött La Vôge-les-Bains új község része lett.

## Népesség
A település népességének változása:
| Lakosok száma | 381  | 358  | 321  | 314  |
|               | 2013 | 2015 | 2017 | 2018 |